# Кордовский эмират
Ко́рдовский эмира́т (исп. Emirato de Córdoba, араб. إمارة قرطبة ‎) — исламское государство на территории Иберийского полуострова, в средневековой Испании (756—929). 
Государство основано потомком Омейядов Абд ар-Рахманом I, который в 756 году принял титул эмира.

## Испания до создания Кордовского эмирата
После быстрого мусульманского завоевания Иберийского полуострова в 711—718 годы, была создана провинция, входившая в Омейядский халифат. Резиденцией её правителей, носивших титул «вали» или «эмир», стал город Кордова. Первоначально испанский эмир назначался африканским наместником, а тот подчинялся халифу.
Все мусульмане Иберии делились на арабов, живших в городах, берберов, живших в селе, и сирийцев, преобладавших в войсках. Эти народы боролись между собой за власть вплоть до появления Абд ар-Рахмана I.

## Кордовский эмират
В 750 году, после того как Аббасиды свергли Омейядов, эта семья была истреблена. Один из уцелевших её представителей бежал в Египет, а позже в Магриб. Но попытки закрепиться на тех землях были безрезультатны. В конце 755 года, Абд ар-Рахман высадился в Испании, захватил Кордову и провозгласил себя эмиром. Первоначально он формально признавал власть Аббасидов в Испании, но после конфликта 765 года упоминание Аббасидов в пятничных проповедях в мечетях было запрещено. Большую часть своего правления он провел в борьбе с христианами.
Однако, настоящим создателем независимого эмирата стал Абд-ар-Рахман II, который упорядочил полномочия визирей и добился очень быстрой исламизации полуострова, значительно уменьшив число христиан на мусульманских землях.
Борьба за власть между арабами и берберами не прекратились и после создания независимого эмирата, это дало шанс христианским королевствам, что в дальнейшем привело к Реконкисте.
К моменту вступления на трон в 912 году Абд ар-Рахмана III, политический упадок эмирата был очевидным фактом. Абд-ар-Рахман III покончил с мятежами, совершил походы на христианские земли. А в 929 году провозгласил себя халифом.